# 新北市淡水區新市國民小學
新北市立淡水區新市國民小學，簡稱新市國小，創立於2008年7月25日，是中華民國（台灣）新北市淡海新市鎮第一所市立國民小學。

有鑑於近年來淡海新市鎮發展迅速，為滿足因人口增加而產生之教育需求，於民國97年奉准設立並展開籌備。設校之初，即立定「為台灣蓋一所好學校」為目標，不論在校舍建築與環境營造，或課程設計與教學研究上，皆以「人文、美學、健康、創新、永續」作為辦學發展方向。

新的學校誕生，是市府與市民整體力量的展現。校舍工程於民國100底發包， 102 年8月順利完工招生，歸功於議會、行政部門、設計與施工團隊、以及社區民眾的齊心協力。

新市國小的工程設計，獲得教育部評選為永續校園優良案例，並取得內政部綠建築九項指標鑽石級候選證書；在工程品質上，獲得2013年第13屆公共工程金質獎殊榮。這是一所兼具環保、低碳、生態、健康的優質學校，將是學生最好的學習環境，也是社區防災中心、文化發展與終身學習的基地。

## 歷任校長
| 任別   | 姓名   | 任職期間                   |
| ------ | ------ | -------------------------- |
| 第一任 | 林建棕 | 2008年8月1日—2016年7月31日 |
| 第二任 | 陳佩芝 | 2016年8月1日—2024年7月31日 |
| 第三任 | 李畇龍 | 2024年8月1日—?年?月?日     |

## 校徽
- 新市國小校徽意涵

開卷閱讀，快樂悠遊知識大海

蝴蝶羽化，勇敢探索未知世界

多元共榮，理解尊重多元文化

數位世紀，合作創新終身學習

淡水文化，行動守護永續家園

迎向國際，拓展視野接軌世界

## 學校特色
一、願景：
以「人文、美學、健康、創新、永續」為願景，營造兼具人文藝術、節能健康、生態多樣、環境共生的永續校園。
二、核心價值：
經營一所美麗新視界的未來學校，培育情溫德美，並具備學習能力、生活能力、藝文涵養、國際視野的未來公民。　
三、學校經營目標：
(一)環境營造：營造兼具人文、美學、健康、創新、永續的學校建築與校園環境。

(二)教師團隊：形塑熱情教育、精進專業、樹立典範的教師團隊。

(三)學童能力：培育具備健康、責任、合作、服務、創新能力的快樂學童。

(四)文化形塑：經營友善互動、夥伴合作的社區關係與校園文化。

四、教育政策執行：　　　　　　　　　　　　　　　　　　　　
(一)推動永續校園，規劃環境教育。

(二)重視學生健康，規劃HACCP餐廚。

五、課程與教學運作：　　　　　　　　　　　　　　　　　　　
(一)規劃能滿足多元學習的創意空間。

(二)設置能培養樂在閱讀的學習角落。

(三)發展能滿足好奇想像的探索環境。

(四)佈置能提高學習效能的學習空間。

(五)創造能吸引社區參與的精神地標。

(六)建構能適應未來世界的生活能力。

## 班級現況
班級人數
- 國小部：105學年度，共27班，約850人
- 社區幼兒園：105學年度，共3班

## 校舍空間
教學活動空間
- 普通教室：30間
- 專科教室：資訊/語言教室、英語教室、資訊群組教室、視聽/演藝教室、自然與生活科技教室、多功能教室、陶藝/工藝教室、生活美學教室、音樂/樂團教室、美勞/書法教室、資源班教室等。
- 行政空間：校長室、教務處、學務處、總務處、輔導處、國際教育處、人事室、會計室、導師辦公室等。
- 大型活動設施：操場、足球場、籃球場。
- 午餐廚房：2間。

- 圖書館：275平方公尺、座位約80位、藏書約26000冊。

教學綠色設施
- 菜園
- 生態池
- 光電走廊
- 雨水撲滿
- 綠屋頂
- 風力發電

## 學區
淡水區
基本學區
- 北投里（1─3、16─19鄰）、崁頂里（1、5 鄰）

自由學區
- 崁頂里2、4鄰、埤島里1─2鄰（育英、新市國小自由學區）
- 北投里4、9─11、20─22鄰（淡水、新市國小自由學區）
- 崁頂里3 鄰（新興、新市國小自由學區）

## 外部連結
- 新北市淡水區新市國民小學 （页面存档备份，存于）